# Guillem Fullana i Hada d'Efak
Guillem Fullana i Hada d'Efak   (Asobla, 23 de març de 1930 - Palma, 15 de febrer de 1995), conegut com a Guillem d'Efak, fou un cantant, escriptor i actor mallorquí.

## Biografia
Fill d'un funcionari colonial, el guàrdia civil Antoni Fullana que es va casar amb una equatoguineana i va néixer Guillem, a dos anys s'establí a Manacor i el 1964 es traslladà a Sabadell, on es va casar amb Pepita Albanell Codina, i a Barcelona, on visqué amb Montserrat Ferré Andreu, amb qui tingué un fill, fins al 1980, any en què es mudà novament, aquesta vegada a Palma, on treballà com a guia turístic. El 1965 va publicar el primer disc de la discogràfica Concèntric. Durant la seva etapa a Barcelona obrí diversos cafès teatre (Cova del Drac, La Cucafera) dedicats a la cançó en català.
Treballà la cançó popular mallorquina, el blues i el jazz, i actuà a Andorra, Catalunya, Londres, Mallorca, Perpinyà i Zúric. Gravà diversos discs, tant amb cançons seves com d'altres (Veu de Mallorca, Blues, Balada d'en Jordi Roca, Cançó de Son Coletes, Cançó per les dones, Dissabte).
El mes de juny de 1994, en el curs d'una greu malaltia, a l'Auditòrium de Palma se li va retre un homenatge amb el títol d'«Un cant a l'amistat», amb la participació dels més destacats representants de la Nova Cançó: Lluís Llach, Maria del Mar Bonet, Joan Manuel Serrat, Raimon, Marina Rossell, Uc, etc. Arran del concert, TV3 va emetre un programa especial on Guillem d'Efak explica la seva vida. Morí a Mallorca el 15 de febrer de 1995.

## Llegat
- S'han enregistrat més discs amb cançons de Guillem d'Efak en els 20 anys posteriors a la seva mort que en tota la seva vida. Igualment, s'han editat més llibres seus post mortem que mentre vivia.[6]
- L'any 1995, amb motiu del 10è aniversari de la seva mort i de la d'Ovidi Montllor, la Universitat de les Illes Balears va organitzar una sèrie d'actes commemoratius, amb un cartell i una postal d'invitació de l'artista Josep Guinovart.
- Dia 1 de març de 2011, el mateix dia que se lliurava a la seva vídua, Mònica Pastor, la Medalla d'Or de les Illes Balears, Televisió de Mallorca li va dedicar un programa.[7]
- El dia que feia 20 anys de la seva mort, a l'Auditori de Manacor, amb un gran èxit, es va escenificar la rapsòdia Siau qui sou!.[8]

## Discografia
- Veu de Mallorca. Barcelona: Concèntric, 1965.
- Blues. Barcelona: Concèntric, 1965.
- Vell riu nostre. Barcelona: Concèntric, 1965.
- Nadal (col·lectiu). Barcelona: Concèntric, 1965.
- Plorant. Barcelona: Concèntric, 1965.
- Les cançons de Guillem d'Efak. Barcelona: Concèntric, 1966.[9]
- El dimoni Cucarell. Barcelona: Concèntric, 1966.
- Plou i fa sol. Barcelona: Concèntric, 1966.
- Sa cançó de Son Coletes. Concèntric, 1967.
- Cançó per a les dones. Concèntric, 1968.
- Lluc i el poble. Palma: Blau, 1974.
- Guillem d'Efak. Discografia completa. Palma: Blau, 1997.
- Poeta en bicicleta. Palma: Blau, 1998.
- Guillem d'Efak. Selecció de Cançons. Palma: Blau, 2010.
- Siau qui sou!, 2011.

## Llibres publicats

### Poesia
- El poeta i la mar. Palma. La Font de les Tortugues (1956)
- El poeta i la mina. Palma (1966)
- Madona i l'arbre. Barcelona. Ed: Proa. Aymà (1970)
- El regne al mig del mar. Palma. Ed: l'autor. (1980)
- Erosfera. Poema i contrapunt. Manacor. Ed: Casa de Cultura (1982)
- Poeta en bicicleta. Manacor. Ed: Casa de Cultura. Caixa de Balears (1984)
- Poemes, cobles i cançonetes. Manacor: "Sa Nostra" (1994)
- Tampoc el foc. Palma: ERC, Col·lecció Germania (1995)
- Capellet de vidre. Palma. Ed: Caixa de Balears (1995)
- El món-paisatges. El darrer quadern. Binissalem. Ed: Di7 (1997)
- Madona i l'arbre i altres poemaris. Palma. Ed: Consell Insular de Mallorca (2005)
- Deixà una òpera inacabada, Rondalla de rondalles, en col·laboració amb el compositor Antoni Parera Fons
- Obra poètica (El Gall Editor, 2016)

### Narrativa
- Cançó i conte del dimoni Cucarell. Barcelona. Ed: Edebé (1977) (infantil)
- Les vacances d'en Jordi. Barcelona: Cavall Fort (1968)
- Tomeu, el pescador. Barcelona: L'Infant (1968)
- La ponentada gran. Manacor. Ed: Ajuntament (1979)
- El regne al mig del mar. Palma: Serveis de Cultura del Poble (1982)

### Teatre
- Els de fora.
- La mort de l'àvia.
- La pau dels pobres.
- Paisajexlindos.
- El dimoni Cucarell. Barcelona: Don Bosco (1978)
- Fum, fam, fems (Nadala per a teresetes). Palma: Moll (1988)
- Teatre. Pollença: Gall Editor (2000)
- Gimnèsies i Pitiüses (El regne al mig del mar). Pollença: El Gall (2005)

### Traduccions
- Walter Scott: Ivanhoe. Barcelona: Bruguera, 1975; Orbis, 1999; Edhasa, 2007.